# Cristiano Bortone
Cristiano Bortone (Roma, 2 de julho de 1968), é um realizador, produtor e roteirista italiano, vencedor do prêmio David Giovani de 2007 com o filme Rosso come il cielo.
Formou-se pela University of Southern California e pela New York University, em 1990. desde então, dirigiu e produziu diversos curtas, documentários e produções para a TV. seu primeiro longa, Oasi (1994), foi apresentado no Festival de Veneza.